# Turako Livingstonův
Turako Livingstonův (Tauraco livingstonii, původně Corythaix livingstonii) je pták z čeledi turakovitých, žijící v jihovýchodní Africe. Druh byl pojmenován podle britského misionáře a cestovatele Charlese Livingstona, mladšího bratra sira Davida Livingstona.

## Taxonomie
Jsou známy poddruhy:
- Tauraco livingstonii livingstonii (G. R. Gray, 1864)
- Tauraco livingstonii cabanisi (Reichenow, 1883)
- Tauraco livingstonii reichenowi (Fischer, 1880)

## Popis
Turako Livingstonův má na hlavě charakteristickou zelenou trojúhelníkovitou chocholku lemovanou bílým pruhem. Křídla a ocas jsou zelenomodrá, místy i červená. Dosahuje délky okolo 45 cm a hmotnosti mezi 260 až 380 g. Samci jsou nepatrně mohutnější, jinak si jsou pohlaví podobná, čili pohlavní dimorfismus nevýrazný.

## Rozšíření
Obývá východní a jihovýchodní Afriku, konkrétně státy Burundi, Malawi, Mosambik, Jihoafrickou republiku, Tanzanii a Zimbabwe. Zde turaka Livingstonova najdeme v pásmu horských mlžných lesů (až ve výšce 2 500 m n. m.) a ve stálezelených lesích v nížinách a pobřežních oblastech.
- Tauraco livingstonii livingstonii – nominátní subspecie, vyskytuje ve vysočinách východomalawského riftu a přilehlých oblastí severního Mosambiku a východní až jižní Zimbabwe (Nyanga a Selinda)
- Tauraco livingstonii cabanisi – žije od Tanzanie (obývá příbřežní nížiny a oblast na jih od řeky Mligasi, resp. Mligaji) přes Mosambik po provincii KwaZulu-Natal v JAR.
- Tauraco livingstonii reichenowi – žije v Tanzanii v pohoří Nguru, Uluguru a Dabaga Nimbe.

## Etologie
Turako Livingstonův je stálým druhem. Žije především v párech a rodinných skupinách. Hnízdění v přírodě probíhá od srpna do února, s vrcholem mezi říjnem a lednem. V Malawi hnízdí od listopadu do prosince, v Mosambiku od prosince do ledna, v Zimbabwe od září do února. Snáší obvykle dvě vejce.

### Potrava
Za potravou se obvykle vydává do korun stromů. Živí se převážně plody (ovoce, bobule), příležitostně květy (sukulentních rostlin rodu Cussonia) a pupeny dřevin rodu Bauhinia. Z plodů v přírodě přijímá plody ochny (Ochna atropurpurea), svídovité dřeviny Afrocrania volkensii, dřeviny Englerophytum natalense, Bridelia micrantha, Chionanthus battiscombei, Cola greenwayi, Cussonia spicata, Ehretia cymosa, Trema orientalis, Schefflera umbelifera a ostružiníku Rubus ellipticus. Z fíkovníků pak přijímá plody druhů Ficus exasperata, Ficus scassellatii, Ficus natalensis a Ficus sansibarica.

## Galerie

Kresba z roku 1888 (August Johannes le Gras)
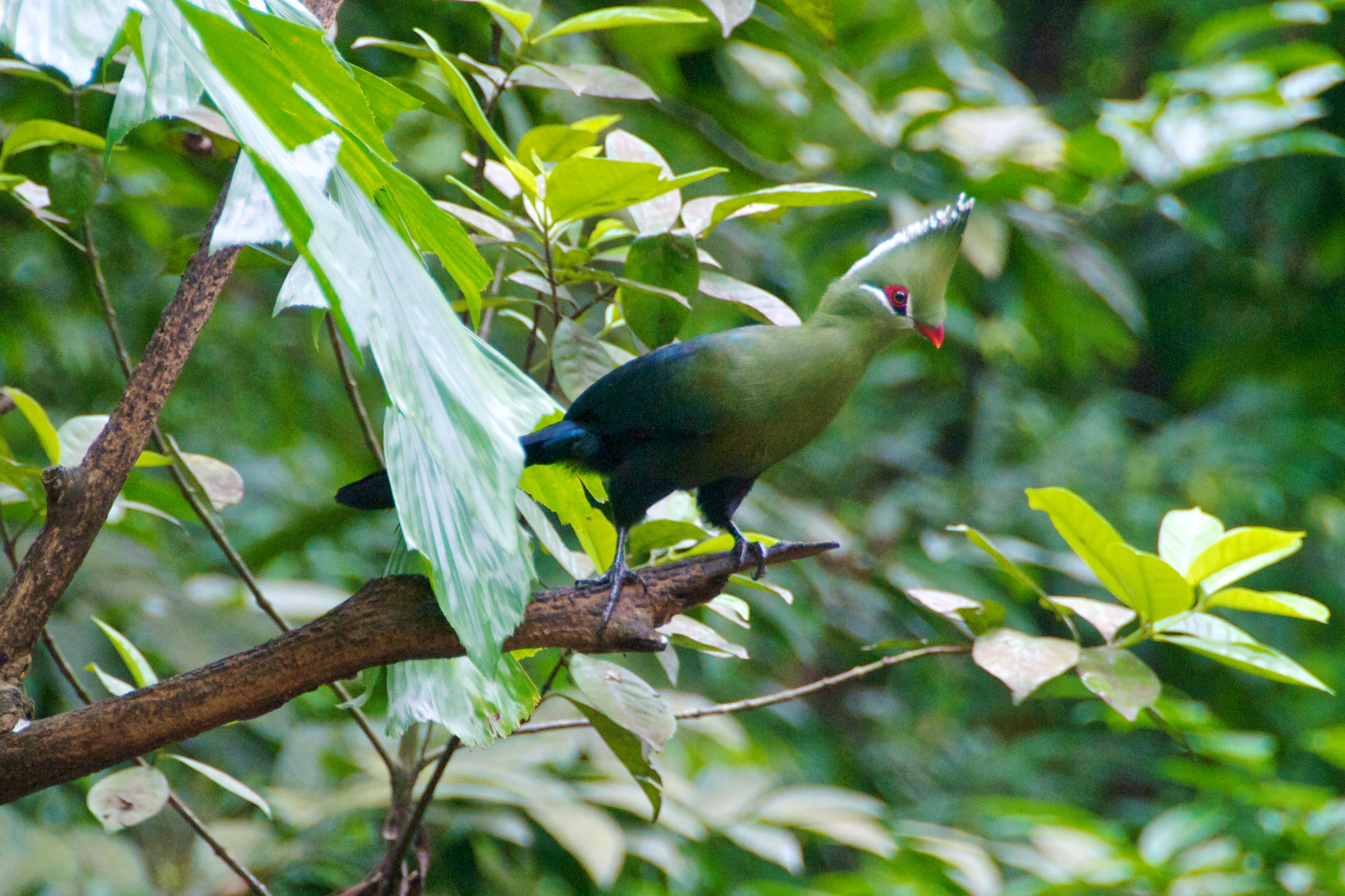
Turako Livingstonův na větvi
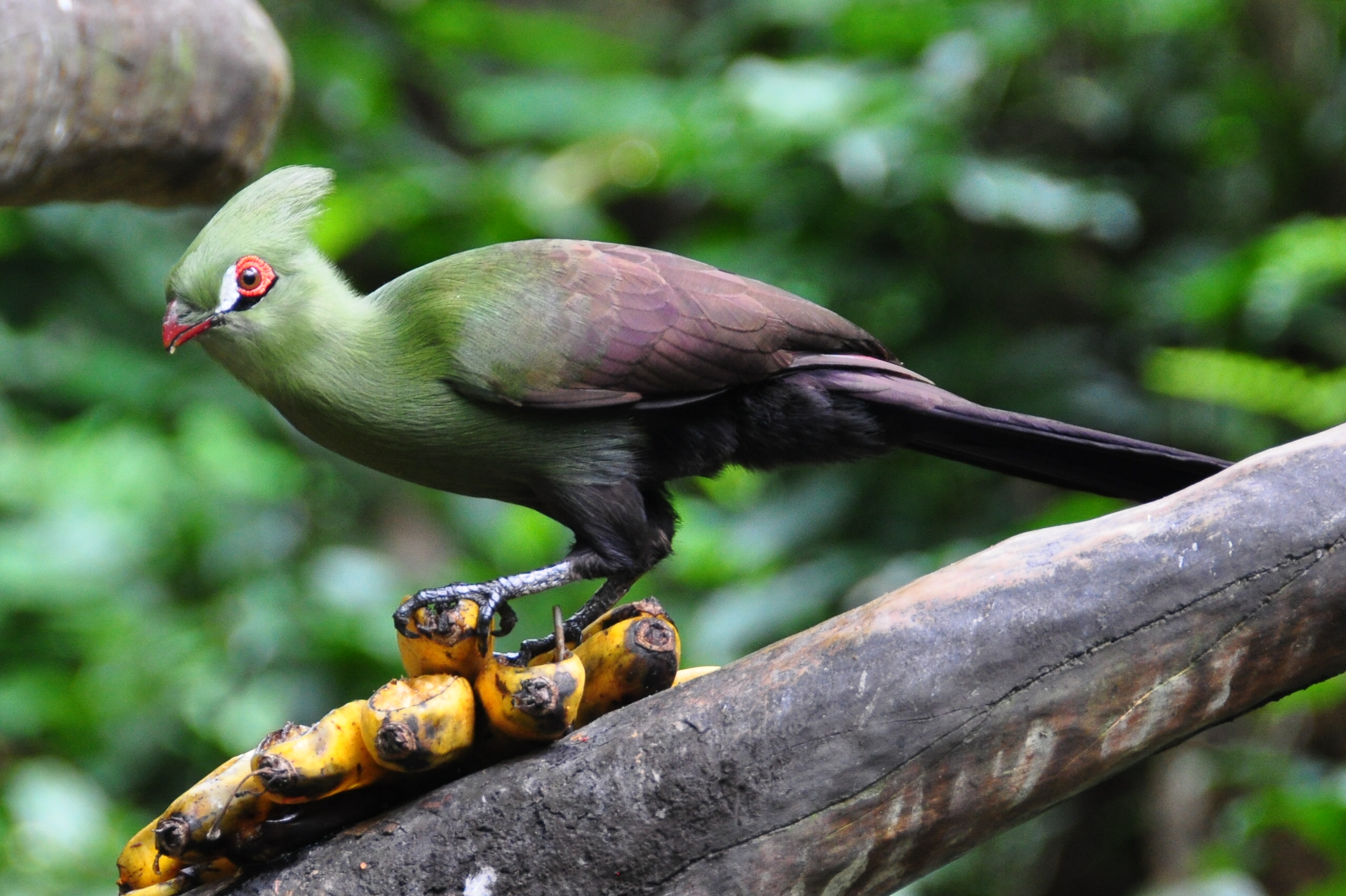
Při krmení
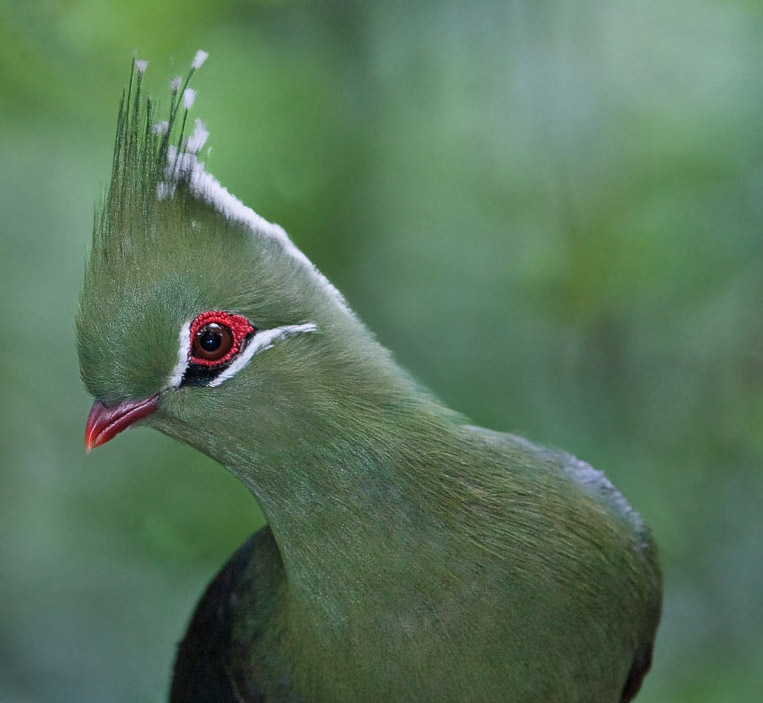
Detail hlavy